# L0phtCrack
L0phtCrack é um aplicativo de auditoria e recuperação de senha produzido originalmente por Mudge da L0pht Heavy Industries. É usado para testar a força da senha e, às vezes, para recuperar senhas perdidas do Microsoft Windows, usando ataques de dicionário, de força bruta, ataques híbridos e tabelas arco-íris.
A versão inicial foi lançada na primavera de 1997.
O aplicativo foi produzido por @stake após a fusão do L0pht com o @stake em 2000. @stake foi adquirido pela Symantec em 2004. Mais tarde, a Symantec parou de vender essa ferramenta para novos clientes, citando os regulamentos de exportação de criptografia do governo dos EUA e interrompeu o suporte em dezembro de 2006.
Em janeiro de 2009, o L0phtCrack foi adquirido pelos autores originais Zatko, Wysopal e Rioux da Symantec. O L0phtCrack 6 foi anunciado em 11 de março de 2009 na SOURCE Boston Conference. O L0phtCrack 6 contém suporte para plataformas Windows de 64 bits, bem como suporte atualizado para tabelas arco-íris. L0phtCrack 7 foi lançado em 30 de agosto de 2016, sete anos após o lançamento anterior. O L0phtCrack 7 suporta o cracking da GPU, aumentando o desempenho em até 500 vezes o das versões anteriores.
Em 21 de abril de 2020, a Terahash anunciou que havia adquirido o L0phtCrack, os detalhes da venda não foram divulgados.